# Lima (miasto w stanie Nowy Jork)
Lima – miasto w Stanach Zjednoczonych, w stanie Nowy Jork, w hrabstwie Livingston.